# Office national du tourisme japonais
L'office national du tourisme japonais (国際観光振興機構, kokusai kankō shinkyō kikō), plus connu sous le sigle anglais JNTO (Japan National Tourism Organization), est un organe officiel du gouvernement japonais, rattaché au ministère du Territoire, des Infrastructures, des Transports et du Tourisme et chargé de promouvoir l'attractivité touristique du Japon à l'étranger.

## Histoire
L'office national du tourisme japonais est fondé en 1964, à l'occasion des Jeux olympiques d'été de 1964, afin d'élargir, par le moyen du tourisme, les canaux d'échanges entre le Japon et les autres nations du monde. Il devient en octobre 2003 une institution administrative indépendante rattachée au ministère du Territoire, des Infrastructures, des Transports et du Tourisme. En 2015, il passe sous la tutelle de l'Agence japonaise du tourisme, dépendant du même ministère.

## Missions
L'office national du tourisme japonais a pour mission principale de faire connaître à l'étranger les attractions touristiques du Japon et encourager la venue de touristes étrangers sur le territoire japonais par la diffusion d'informations promotionnelles.